# Colubrina oppositifolia
Colubrina oppositifolia là một loài thực vật có hoa trong họ Táo. Loài này được Brongn. ex H.Mann mô tả khoa học đầu tiên năm 1867.

## Hình ảnh

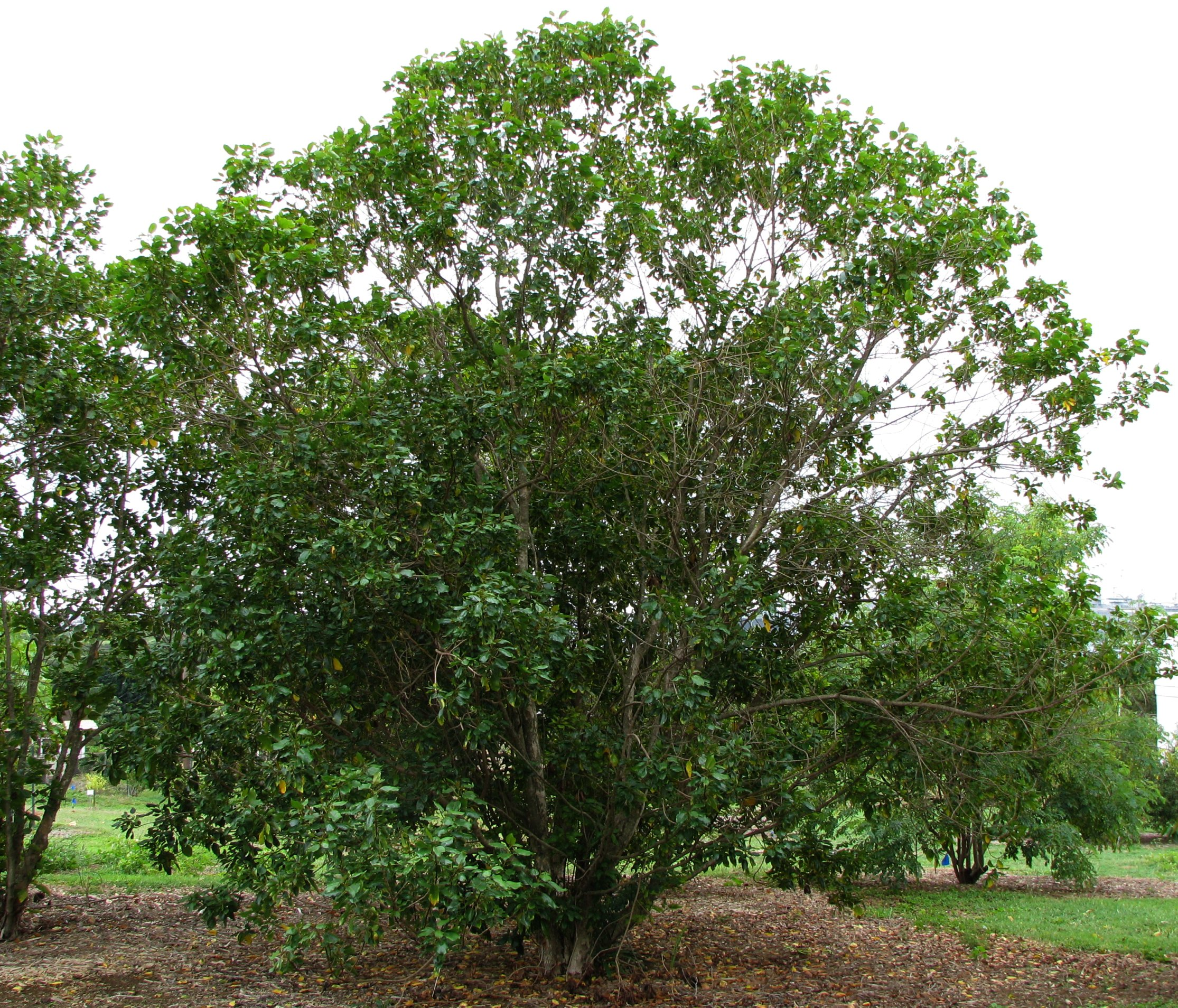
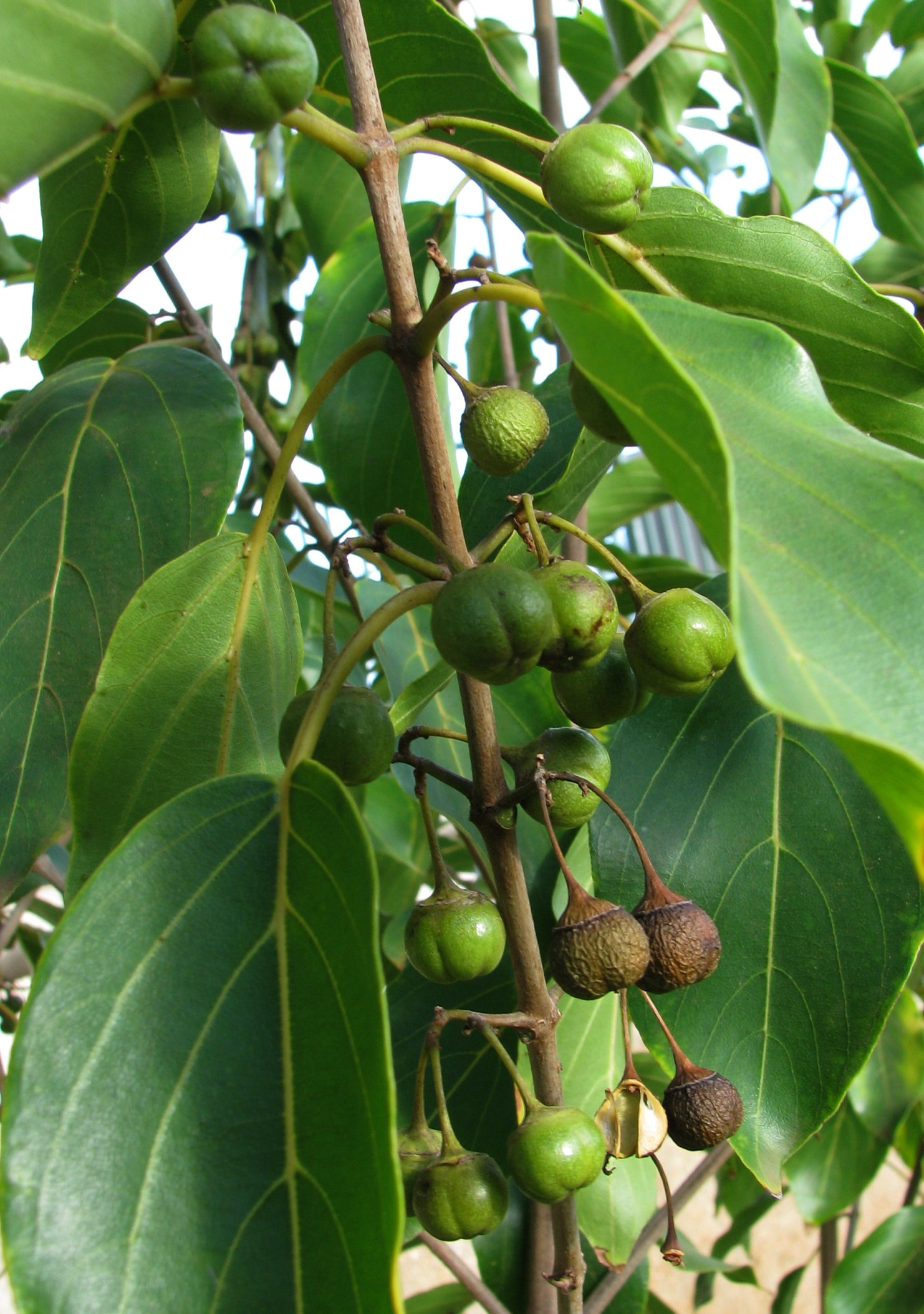
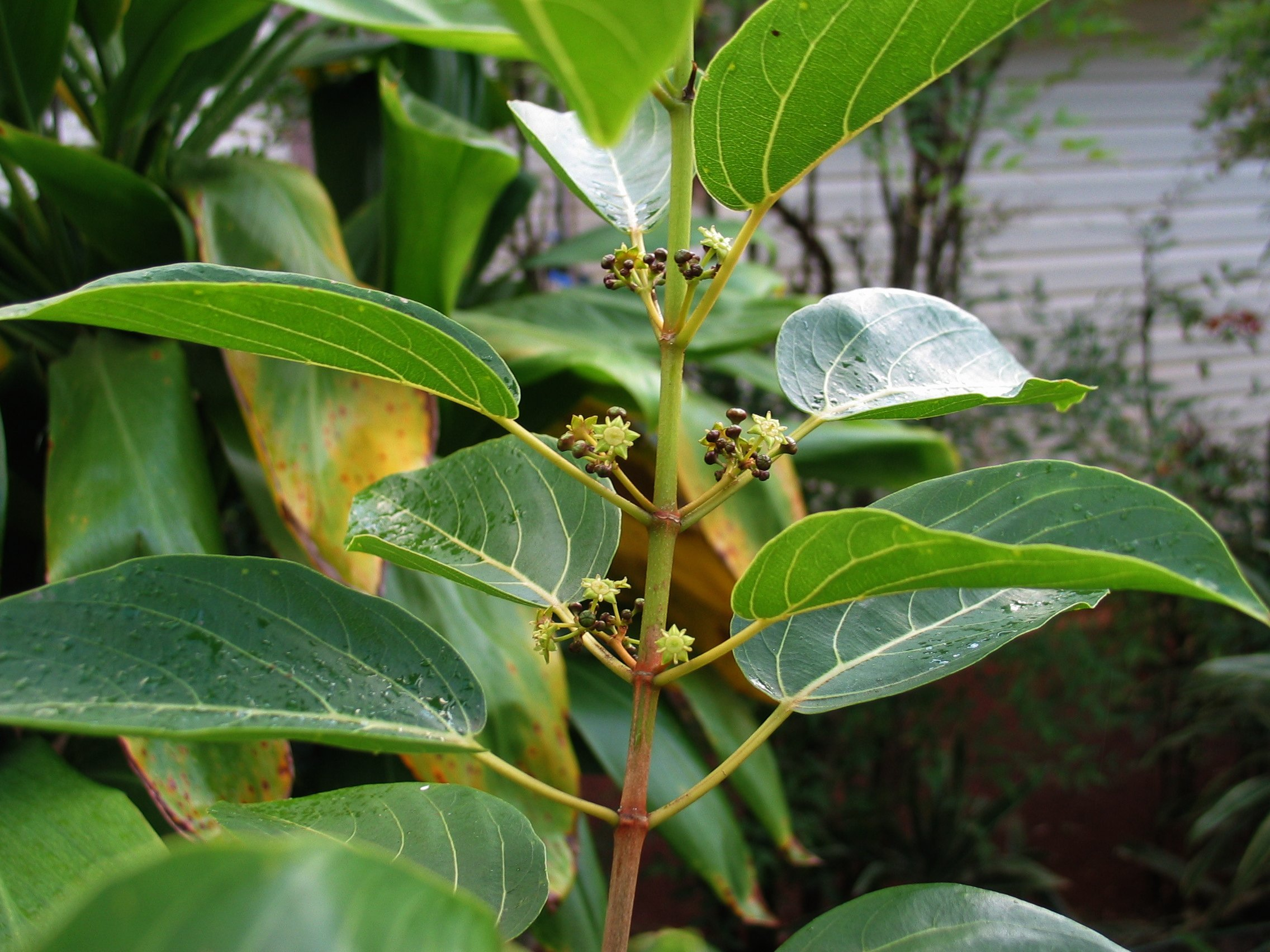
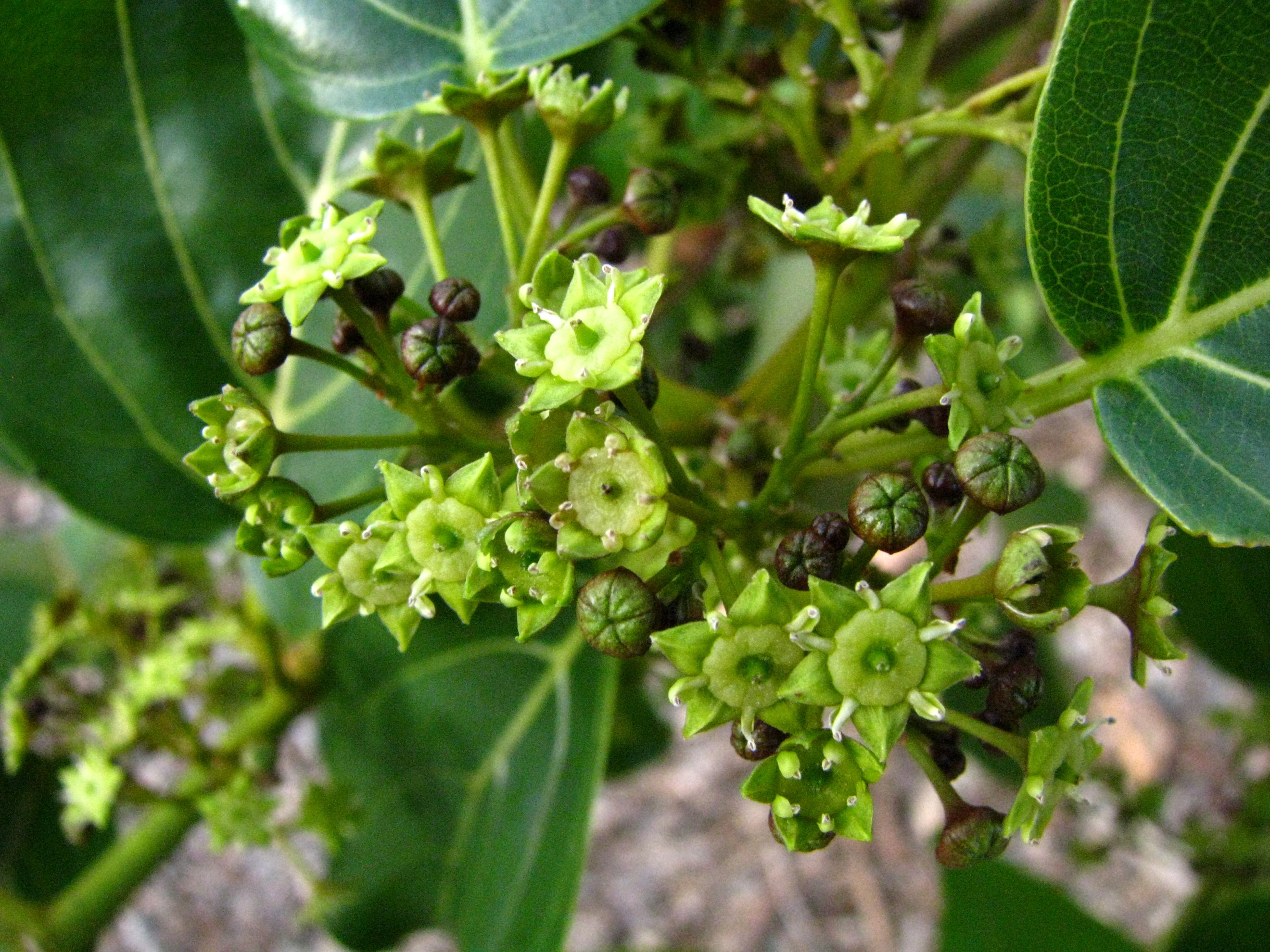